# Géraldine Masson
Géraldine Masson est une chercheuse française spécialisée en chimie. Elle est directrice de recherche au CNRS et exerce à l'Institut de chimie des substances naturelles (ICSN). Elle co-dirige également un laboratoire Commun HitCat “High-Throughput Catalysis center”, un partenariat de recherche privé/public, entre l’entreprise SEQENS et le CNRS.
Ses recherches s’inscrivent dans le domaine de la chimie organique synthétique avec pour objectif de mettre au point de nouvelles transformations chimiques respectueuses de l’environnement, permettant de construire efficacement des édifices chimiques complexes ayant une géométrie bien définie. Ses thématiques sont centrées sur la catalyse, et plus particulièrement sur l’organocatalyse asymétrique, la catalyse photorédox et la multicatalyse. Les outils catalytiques développés sont exploités pour la synthèse de produits naturels ainsi que des composés biologiquement actifs.

## Biographie
Titulaire d'un doctorat de l'université Joseph Fourier (Grenoble) sous la direction du Prof. Yannick Vallée et du Dr. Sandrine Py. 
Puis elle a effectué un post-doc à l'université d'Amsterdam sous la direction des Prof. H. Hiemstra et J. van Maarseven, grâce à une bourse postdoctorale du programme européen MSCA (Marie Sklodowska-Curie Actions)
Recrutée en 2005 à l'Institut de chimie des substances naturelles (ICSN) sur le campus de Gif-sur-Yvette du Centre National de la Recherche Scientifique (CNRS), elle a débuté en tant que chargée de recherche. En 2010, elle a pris la responsabilité d'une nouvelle équipe de recherche à l'ICSN : Photocatalysis and Organocatalysis With Efficient Reactivity (POWER). Elle a été promue directrice de recherche de 2e classe (DR2) en 2014, puis de 1re classe (DR1) en 2019.
Depuis 2015, elle siège au comité de direction et assure la coordination du département de Synthèse Organique et Méthodes Catalytiques de l’ICSN. Présidente de la Société Chimique de France (SCF) de l’Île-de-France et membre du conseil d'administration national de la SCF de 2016 à 2019.
Éditrice associée de la revue scientifique The Journal of Organic Chemistry et rédactrice en chef adjointe de l’ACS Organic & Inorganic Au. Elle fait également partie du comité éditorial des revues scientifiques Organic Letters, Organic & Biomolecular Chemistry, CHEM, Science, SYNLETT et European Journal of Organic Chemistry.

## Récompenses et distinctions
- Médaille d'argent du CNRS (2025)[1]
- Cannizzaro-Arnaudon Lectureship from the Italian Chemical Society (2022)
- Membre distingué junior de la Société Chimique de France (2019)
- Prix J.-M. Lehn de la Division de Chimie Organique (2019)
- Prix Seqens (Novacap) de l’Académie Française des Sciences (2017)
- Liebig Lectureship of the German Chemical Society (2016)
- Japan Society for Promotion of Science (JSPS) Fellowship (2016)
- ChemComm Emerging Investigators Issue (2015)
- Médaille de bronze du CNRS (2013)[2]
- Prix DIVERCHIM Prix de la créativité en méthodologie de synthèse et synthèse totale de produits naturels. (2011)[3]
- ACS Young Investigators Symposium (2011)